# Angelo Brignole
Angelo Brignole (Borzonasca, 10 marzo 1924 – Sestri Levante, 19 febbraio 2006) è stato un ciclista su strada italiano, professionista e indipendente dal 1945 al 1951.

## Carriera
Cresciuto nell'Aurora Chiavari, fu attivo come professionista e indipendente tra la fine degli anni quaranta e i primi anni cinquanta, all'epoca di Fausto Coppi e Gino Bartali, di cui fu gregario. Brignole partecipò cinque volte al Giro d'Italia, classificandosi sesto nell'edizione del 1948 davanti allo stesso Bartali, che il mese successivo trionfò al Tour de France. Ha fatto parte anche della squadra nazionale italiana diretta da Alfredo Binda al Tour de France in due edizioni della Grande Boucle.

## Palmarès
- 1942 (dilettanti)

Giro del Sestriere

## Piazzamenti

### Grandi Giri
- Giro d'Italia

1946: ritirato
1947: 25º
1948: 6º
1949: 29º
1950: 66º
- Tour de France

1949: 53º
1950: ritirato (12ª tappa)

### Classiche monumento
- Milano-Sanremo

1948: 17º
1949: 76º
1951: 74º
- Giro di Lombardia

1947: 13º
1948: 68º